# ماساریگس
ماساریگس (به اسپانیایی: Mazariegos) یک شهرستان در اسپانیا است که در استان پالنسیا واقع شده است.

## خصوصیات
ماساریگس ۲۵ کیلومترمربع مساحت و ۲۶۷ نفر جمعیت دارد.